# Christine Krüger (Schauspielerin)
Christine Krüger (* 23. Februar 1947; auch: Christine Schmidt-Schaller) ist eine deutsche Schauspielerin und Regisseurin.

## Leben
Nach dem Schauspielstudium von 1965 bis 1969 an der Theaterhochschule „Hans Otto“ Leipzig war Krüger als Schauspielerin zunächst an den Städtischen Bühnen Karl-Marx-Stadt und dann an den Bühnen der Stadt Magdeburg engagiert. Zu ihrem Repertoire gehörten die Titelrollen in Hedda Gabler und Minna von Barnhelm.
Von 1981 bis 1985 absolvierte sie ein Studium am Institut für Schauspielregie der Hochschule für Schauspielkunst „Ernst Busch“ Berlin. In den Folgejahren führte sie Regie bei mehreren Fernsehproduktionen des DFF und des MDR.
Von 1993 bis 2006 war Christine Krüger Professorin für Schauspiel an der Hochschule für Film und Fernsehen „Konrad Wolf“ in Potsdam. Nach ihrem dortigen Ausscheiden arbeitet sie wieder ausschließlich als Schauspielerin. Sie gründete das Schauspielerensemble Compagnia die Prosa, mit dem sie szenische Lesungen abhält, und erhielt kleinere Filmrollen. So spielte sie Lehrerinnen in der Folge Aysha der ZDF-Serie SOKO Leipzig und in Tim Tragesers Fernsehfilm Die Lehrerin. In Doris Dörries Kinofilm Die Friseuse war sie die Kundin in der Anfangs- und Schlusssequenz. In Sönke Wortmanns Rewe-Werbespot mit Lukas Podolski war sie 2010 als eine der Hauptakteurinnen zu sehen.
Christine Krüger lebt in Berlin. Sie war mit Andreas Schmidt-Schaller verheiratet. 2009 und 2013 trat sie mit ihm in der Serie SOKO Leipzig auf. Ihre gemeinsame Tochter Petra Schmidt-Schaller ist ebenfalls Schauspielerin.

## Filmografie (Auswahl)
Als Regisseurin
- 1988: Bei Neuhaus’ zu Haus (Familienserie, DFF)
- 1990: Bahnhof für Robert (DFF)
- 1991: Ein kleiner Knall am Nachmittag (DFF)
- 1992: Die Gespenster von Flatterfels (Kinderserie, MDR)

Als Schauspielerin
- 1969/1977: Die seltsame Reise des Alois Fingerlein (Theateraufzeichnung)
- 1979: Addio, piccola mia
- 1985: Der Staatsanwalt hat das Wort (Fernsehserie; Folge: Sachlich richtig)
- 1987: Kiezgeschichten (Fernsehserie; Folge: Heiratsanträge)
- 2009: SOKO Leipzig (Fernsehserie; Folge: Aysha)
- 2010: Die Friseuse
- 2010: SOKO Wismar (Fernsehserie; Folge: Die Prophezeiung)
- 2011: Die Lehrerin (Fernsehfilm)
- 2011: Stromberg (Fernsehserie; Folge: Herr Rüther)
- 2012, 2016: In aller Freundschaft (Fernsehserie; Folgen: Hoffnungsschimmer, Herz und Maschine)
- 2013: SOKO Leipzig (Folge: Der Prozess)
- 2016: Lotte Jäger und das tote Mädchen (Fernsehfilm)
- 2017: Alarm für Cobra 11 – Die Autobahnpolizei (Fernsehserie; Folge: Jenseits von Eden)
- 2019: Familie Dr. Kleist (Fernsehserie, Folge 9x3: Der Schein trügt)
- 2021: Blutige Anfänger (Fernsehserie; Folge: Babyshopping)
- 2021: SOKO Leipzig (Folge: Entrissen)

## Theater
Als Regisseurin
- 1983: Joachim Knauth "Die Nachtigall" Schauspielhaus Erfurt
- 1985: Ludvig Holberg: Henrik und Pernille – (Das Ei im Hof des Nicolaihauses in Berlin)